# The Walking Deceased
The Walking Deceased, originalmente titulada Walking with the Dead, es una película de terror y comedia de 2015 dirigida por Scott Dow y escrita por Tim Ogletree. Está protagonizada por Ogletree, Joey Oglesby, Dave Sheridan, Troy Ogletree, Sophie Taylor Ali, Danielle García, Andrew Pozza y Mason Dakota Galyon como supervivientes de un apocalipsis zombie que intentan localizar un refugio seguro.

## Trama
Un brote zombi es causado por un chef de sushi que no se lava las manos antes de preparar una comida, sin guantes, para los buceadores de basura sin hogar. 
29 días después, en un hospital, un zombi llamado Romeo piensa para sí mismo cómo los zombis están recuperando lentamente la humanidad. Evade a los supervivientes Chicago (que busca pornografía) y Green Bay, que conoce al idiota Sheriff Lincoln (Dave Sheridan), que ha despertado de un coma; su hijo Chris lo golpea accidentalmente con una pelota de béisbol, lo que le hace recordar mal el nombre de Chris. Después de descubrir que LinkedIn es lo que queda de Internet, Lincoln decide buscar a su familia; Green Bay y Chicago le desean suerte y le revelan que su grupo reside en el centro comercial. Lincoln confunde a una niña y a su padre con "zombis inteligentes", los mata y se lleva su camioneta. Romeo se da cuenta de una chica atractiva llamada Brooklyn con Green Bay y Chicago y decide seguirla. A Green Bay también le gusta Brooklyn, pero es demasiado estúpida para darse cuenta de que lo odia. En otros lugares, Super Survivor está eliminando zombis.
Lincoln investiga su casa y encuentra una nota de su hijo; Se han refugiado en el lugar de trabajo de su mujer, un club de striptease. Descubre que Chris continuó dirigiendo el establecimiento (pero ahora habla mal). Debido a clientes estúpidos (una parodia de Shaun y Ed), un zombi muerde a Barbie, la esposa de Lincoln, a quien Chris mata. Se dirigen al centro comercial y se encuentran con otros supervivientes: Harlem (la hermana de Brooklyn, cuyos pensamientos aparecen como mensajes de texto) y Darnell (que cree que su ballesta de juguete es real y habla de rumores). Romeo también llega, seguido de otros zombies; salva a Brooklyn, quien lo encuentra atractivo, mientras Darnell elimina a los zombies. El grupo se reorganiza y Lincoln y Chicago se declaran líderes de la "diarquía"; ordenan al grupo que haga las maletas para dirigirse a "la granja", un refugio libre de zombis. 
Encuentran la granja "Safe Haven", propiedad de los ancianos Reganites, quienes el grupo cree que esconde a su hija Isaac porque es un zombi. Más tarde conocen a Isaac y la encuentran no infectada; Como sus padres no tienen forma de estar al tanto del mundo exterior, no saben nada de la infección. Lo mantiene en secreto, pensando que sus padres parcialmente seniles sufrirían un ataque al corazón.
Isaac, Green Bay, Brooklyn, Chicago y Romeo se drogan con marihuana al día siguiente, lo que activa fuegos artificiales que atraen a los zombis. Después de que Chris mata a un zombi, Lincoln le explica a la pareja sobre el brote; sin embargo, esto se les pasa por alto ya que prestan más atención al consumo de drogas que a los zombis, que creen que son fumetas. Harlem le grita a Darnell y Green Bay, revelando que es sorda y puede leer los labios. Green Bay e Isaac eliminan a los zombis que llegan a la casa, usando armas y hechos "alucinantes". En el campo, Darnell mata accidentalmente al SuperSuperviviente, que siguió los fuegos artificiales, con un arma. Angustiado, Darnell termina atrapado por un zombi; Harlem le dispara en la cabeza, harto de su idiotez. 
Brooklyn hace que Romeo la muerda para que puedan estar juntos, solo para descubrir minutos después que se ha puesto una cura en el suministro de agua; ella y Romeo rocían agua en las marcas de las picaduras, curándolas. Romeo admite que encuentra Brooklyn atractivo pero malicioso. Usando súper remojadores y la manguera de jardín, el grupo rocía a los zombies con la cura; sin embargo, Lincoln todavía les dispara balas reales hasta que Chicago lo detiene. 
Más tarde, los supervivientes y los curados tienen una fiesta, donde Chris finalmente besa a un feliz Harlem; Chris también vuelve a ser amable. Romeo y Brooklyn se besan, mientras Chicago tiene relaciones sexuales con una mujer curada. Green Bay e Isaac se dirigen a su habitación para tener sexo, solo para escuchar la radio anunciar que un meteoro del tamaño de Texas se dirige a la Tierra.

## Reparto
- Tim Ogletree como Green Bay, una parodia de Columbus de Zombieland.[1]

- Joey Oglesby como Chicago, una parodia de Tallahassee de Zombieland.[2]

- Troy Ogletree como Romeo, una parodia de R de Warm Bodies.[3]

- Dave Sheridan como el Sheriff Lincoln, una parodia de Rick Grimes de The Walking Dead.[4]

- Sophia Taylor Ali como Brooklyn, una parodia de Wichita de Zombieland.

- Danielle García como Harlem, una parodia de Little Rock de Zombieland.

- Mason Dakota Galyon como Chris Lincoln, una parodia de Carl Grimes de The Walking Dead.

- Andrew Pozza como Darnell, una parodia de Daryl Dixon de The Walking Dead.

- Jacqui Holland como Isaac.

- Trendton Rostedt como Superviviente. A pesar de ser hombre, su ropa y su arma preferida (machete) indican que es una parodia de Jesús de The Walking Dead.

## Producción
Tim Ogletree se unió al proyecto cuando el productor Derek Lee Nixon se le acercó con la idea de una parodia de una película de zombies. Aunque reacio a hacer otra película de parodia, inmediatamente después de Actividad sobrenatural, Nixon pudo convencerlo de que podían darle un giro al género de parodia para hacerlo más inteligente y ser el primero en satirizar a The Walking Dead. El elenco está formado por el hermano y los amigos de Ogletree, una atmósfera que él atribuyó a que hizo que el rodaje fuera más agradable. Ogletree contrató al director Scott Dow. Aunque habían colaborado en "asuntos de negocios", esta era la primera vez que trabajaban juntos en una película. A Dow le gustaron especialmente dos escenas cuando leyó el guion: una escena inicial en la que matan a una mujer y una escena posterior con zombies strippers. Dow dijo que estas escenas eran muy oscuras, pero el humor absurdo ayudó a mitigarlo. Presionó para que la película fuera lo más oscura posible, ya que quería atraer a los fanáticos de las películas de zombies, que sabía que no podría prescindir de una calificación "R" de la MPAA.
Dave Sheridan fue elegido tres días antes de que comenzara la producción. Para él era importante asegurarse de que hubiera camaradería en el set, ya que cree que eso se traduce en una mejor química en la película. Debido a su edad y experiencia, Sheridan tuvo un papel de mentor en el set. Sheridan ya era fan de The Walking Dead antes de unirse al proyecto. Uno de los amigos de Sheridan, un coleccionista, compró uno de los sombreros que usa el personaje de Andrew Lincoln, Rick Grimes, en la serie de televisión. Sheridan tomó prestado el sombrero para usarlo en el set de The Walking Deceased. Sheridan dijo que la película siempre tuvo la intención de ser más una parodia que una parodia y citó a iZombie como prueba de que los zombis en la cultura popular habían "saltado al tiburón". Respondiendo a las críticas a las parodias de terror, Sheridan dijo que la película se centra principalmente en el desarrollo del personaje en lugar de referencias desechables a la cultura pop. Sheridan también citó la propensión del elenco a improvisar como otra forma en que la película se diferenciaba de las parodias tradicionales. El rodaje tuvo lugar en San Antonio, Texas.

## Lanzamiento
The Walking Deceased se estrenó en WalkerStalkerCon el 15 de marzo de 2015. ARC Entertainment lo estrenó en cines el 20 de marzo de 2015.

## Recepción
Rotten Tomatoes, un agregador de reseñas, informa que el 0% de los 11 críticos encuestados dieron a la película una reseña positiva; la valoración media es 2,55/10. Metacritic lo calificó con 9/100 según cuatro reseñas. Frank Scheck de The Hollywood Reporter la calificó como una "sátira poco convincente de las películas de zombis, cuya vida útil expiró incluso antes de su realización". Ethan Alter de Film Journal International escribió: "Lo creas o no, esta estúpida parodia tiene incluso menos capacidad intelectual que las criaturas hambrientas de materia gris a las que ridiculiza". Martin Tsai del Los Angeles Times lo describió como "una parodia bondadosa" que parodia películas demasiado oscuras para las personas que no son fanáticos incondicionales del género. Ken W. Hanley de Fangoria la calificó con 2,5/4 estrellas y escribió que, aunque la película tiene muchos chistes que fracasan, sigue siendo mejor que las parodias financiadas por el estudio. Jim Kiest del San Antonio Express-News escribió: "[D]ado que los realizadores no descubrieron cómo hacer que separar a los zombis de sus cerebros fuera divertido, pero sí consiguieron los efectos especiales que chorreaban sangre correctamente, hay momentos en los que esto es "Sólo otra película de terror de bajo presupuesto".
Nick Schager de The Village Voice escribió: "No hay tipo de comedia más desechable que la parodia del género, y no hay mayor ejemplo de su inutilidad creativa general que The Walking Deceased". Cary Darling, del Fort Worth Star-Telegram, escribió: "Menos una parodia de The Walking Dead que un disparo fallido en varias producciones de zombis, desde Dawn of the Dead hasta Warm Bodies, es un balde de escritura perezosa y chistes sin inspiración". Kiko Martínez, de San Antonio Current, la calificó como "una película sin risas y sin ningún impulso creativo". Drew Tinnin de Dread Central lo calificó con 2,5/5 estrellas y lo calificó de "bastante olvidable" pero encantador. Ed González de Slant Magazine la calificó con 0,5/5 estrellas y la calificó de película misógina y homofóbica que atrae a la subcultura "Bro". Matt Fowler de IGN lo calificó con un 4/10 y dijo que las parodias no tienen un lugar en la sociedad moderna debido a la proliferación del humor y los memes en línea.